# 阪神ジュベナイルフィリーズ
阪神ジュベナイルフィリーズ（はんしんジュベナイルフィリーズ）は、日本中央競馬会（JRA）が阪神競馬場で施行する中央競馬の重賞競走（GI）である。競馬番組表での名称は「農林水産省賞典 阪神ジュベナイルフィリーズ」と表記している。
競走名の「ジュベナイル（Juvenile）」は、英語で「少年」「少女」を意味する。また、「フィリー（Filly）」は「（特に4歳までの）牝馬」を表している。
正賞は農林水産大臣賞、日本馬主協会連合会会長賞。

## 概要
1949年に、関西所属の3歳（現2歳）馬チャンピオン決定戦として「阪神3歳ステークス（はんしんさんさいステークス）」の名称で創設。施行距離は当初芝1200mだったが、1962年より芝1600mに変更。2006年より同年新設された外回りコースに変更して、現在に至る。
1991年より牡馬・牝馬のチャンピオン決定戦を明確にすることを目的として、本競走は牝馬限定戦に変更。あわせて競走名も「阪神3歳牝馬ステークス（はんしんさんさいひんばステークス）」に変更され、3歳（現2歳）牝馬チャンピオン決定戦として位置づけられた。その後、2001年より馬齢表記が国際基準に改められたのに伴い、現名称となった。
外国産馬は1971年から、地方競馬所属馬は1995年から出走可能になったほか、外国馬も2010年から出走可能になった。
本競走の優勝馬が翌年の中央競馬で行われる3歳クラシックでも活躍する例がみられるなど、中央競馬の3歳クラシックに直結する競走として重要とされている。

### 競走条件
以下の内容は、2024年現在のもの。
出走資格：サラ系2歳牝馬（出走可能頭数：最大18頭）
- JRA所属馬
- 地方競馬所属馬（後述）
- 外国調教馬（優先出走）

負担重量：馬齢（55kg）
出馬投票を行った馬のうち、優先出走権を得ている馬から優先して割り当て、その他の馬は通算収得賞金が多い順に割り当てる。

#### 地方競馬所属馬の優先出走権
地方競馬所属馬は同年に行われる以下の競走のいずれかで2着以内に入着すると、本競走に優先出走できる。
| 競走名                 | 格   | 競馬場     | 距離    |
| ---------------------- | ---- | ---------- | ------- |
| アルテミスステークス   | GIII | 東京競馬場 | 芝1600m |
| ファンタジーステークス | GIII | 京都競馬場 | 芝1400m |

上記のほか、中央競馬で施行する芝の2歳重賞で1着となった地方競馬所属馬も出走申込ができ、この場合は他の中央競馬所属馬と同じ条件で選出される。
2022年からは中央競馬で施行する芝の2歳重賞で1着となった地方競馬所属馬は優先出走権が得られる。

### 賞金
2024年の1着賞金は6500万円で、以下2着2600万円、3着1600万円、4着980万円、5着650万円。

## 歴史

### 年表
- 1949年 - 3歳馬による競走「阪神3歳ステークス」の名称で創設、阪神競馬場の芝1200mで施行[6]。
- 1955年 - 名称を「農林省賞典 阪神3歳ステークス」に変更（ただし、1956年から1958年を除く）。
- 1960年 - 施行距離を芝1400mに変更[6]。
- 1962年 - 施行距離を芝1600mに変更。
- 1971年 - 混合競走に指定され、外国産馬が出走可能になる[12]。
- 1978年 - 名称を「農林水産省賞典 阪神3歳ステークス」に変更。
- 1984年 - グレード制施行によりGI[注 1]に格付け。
- 1991年
  - 競走条件を「3歳牝馬」に変更。
  - 競走名を「農林水産省賞典 阪神3歳牝馬ステークス」に変更[6]。
- 1995年 - 特別指定交流競走に指定され、地方競馬所属馬が出走可能になる[12]。
- 2001年
  - 馬齢表記を国際基準へ変更したのに伴い、競走条件を「2歳牝馬」に変更[6]。
  - 競走名を「農林水産省賞典 阪神ジュベナイルフィリーズ」に変更[6]。
- 2006年 - 「阪神競馬場芝外回りコース新設記念」の副称をつけて施行[13]。
- 2007年 - 日本のパートI国昇格に伴い、格付表記をJpnIに変更[14]。
- 2010年
  - 国際競走に指定され、外国調教馬が出走可能になる[15]。
  - 格付表記をGI（国際格付）に変更[15]。
- 2019年 - 「阪神競馬場開設70周年記念」の副称をつけて施行[5]。
- 2024年
  - 阪神競馬場リフレッシュ工事に伴う開催日割の変更のため京都競馬場で施行[16]。
  - 本競走史上初めて海外調教馬が参戦した。

## 歴代優勝馬
距離はすべて芝コース。
優勝馬の馬齢は、2000年以前も現行表記に揃えている。
競走名は第1回から第7回・第9回から第42回が「阪神3歳ステークス」、第8回は「京都3歳ステークス」、第43回から第52回は「阪神3歳牝馬ステークス」。
| 回数   | 施行日         | 競馬場 | 距離  | 優勝馬             | 性齢 | タイム   | 優勝騎手   | 管理調教師 | 馬主                           | 単勝オッズ | 単勝人気 | 1着本賞金 |
| ------ | -------------- | ------ | ----- | ------------------ | ---- | -------- | ---------- | ---------- | ------------------------------ | ---------- | -------- | --------- |
| 第1回  | 1949年12月18日 | 阪神   | 1200m | ウイザート         | 牡2  | 1:16 1/5 | 浅見国一   | 梶与三男   | 岩本政一                       |            | 1        | 20万円    |
| 第2回  | 1950年11月23日 | 阪神   | 1200m | ミネハル           | 牡2  | 1:14 0/5 | 長浜彦三郎 | 武輔彦     | 隅田荘三                       | 1          | 25万円   |           |
| 第3回  | 1951年12月16日 | 阪神   | 1200m | テツノハナ         | 牡2  | 1:13 2/5 | 吉永猛     | 渋川久作   | 永田忠                         | 2          | 40万円   |           |
| 第4回  | 1952年12月21日 | 阪神   | 1200m | ワカクサ           | 牝2  | 1:13 1/5 | 境勝太郎   | 石門虎吉   | 宇治田泰次郎                   | 1          | 40万円   |           |
| 第5回  | 1953年12月13日 | 阪神   | 1200m | ヤシマアポロ       | 牡2  | 1:13 4/5 | 土門健司   | 清水茂次   | 小林喜子                       | 1          | 40万円   |           |
| 第6回  | 1954年12月19日 | 阪神   | 1200m | ライデンオー       | 牡2  | 1:12 0/5 | 上田三千夫 | 上田武司   | 上田清次郎                     | 1          | 50万円   |           |
| 第7回  | 1955年12月11日 | 阪神   | 1200m | トサモアー         | 牝2  | 1:12 0/5 | 大柳英雄   | 清水茂次   | 鮫川由五郎                     | 1          | 60万円   |           |
| 第8回  | 1956年12月23日 | 京都   | 1200m | ミスオンワード     | 牝2  | 1:12 3/5 | 栗田勝     | 武田文吾   | 樫山純三                       | 1.8        | 60万円   | 1         |
| 第9回  | 1957年12月15日 | 阪神   | 1200m | メイジミドリ       | 牡2  | 1:13 1/5 | 清水久雄   | 増本勇     | 中野忠雄                       | 23.6       | 60万円   | 8         |
| 第10回 | 1958年12月7日  | 阪神   | 1200m | インターナシヨナル | 牡2  | 1:13 1/5 | 池之上豊   | 田之上勲   | 永田忠                         | 2.0        | 60万円   | 1         |
| 第11回 | 1959年12月6日  | 阪神   | 1200m | コダマ             | 牡2  | 1:12.0   | 栗田勝     | 武田文吾   | 伊藤由五郎                     | 1.3        | 1        | 70万円    |
| 第12回 | 1960年12月18日 | 阪神   | 1400m | リユウライト       | 牡2  | 1:24.2   | 宮本悳     | 橋本正晴   | 三好諦三                       | 3.3        | 1        | 80万円    |
| 第13回 | 1961年12月17日 | 阪神   | 1400m | チトセハーバー     | 牡2  | 1:27.4   | 伊藤修司   | 伊藤勝吉   | 野間勘一郎                     | 4.0        | 1        | 100万円   |
| 第14回 | 1962年12月16日 | 阪神   | 1600m | コウタロー         | 牡2  | 1:41.5   | 松本善登   | 梅内慶蔵   | 橋元幸吉                       | 18.6       | 9        | 120万円   |
| 第15回 | 1963年12月22日 | 阪神   | 1600m | プリマドンナ       | 牝2  | 1:39.0   | 松本善登   | 武田文吾   | 園田信太                       | 11.1       | 4        | 120万円   |
| 第16回 | 1964年12月20日 | 阪神   | 1600m | エイトクラウン     | 牝2  | 1:37.6   | 佐々木昭次 | 田中康三   | 山口昇                         | 2.3        | 1        | 150万円   |
| 第17回 | 1965年12月19日 | 阪神   | 1600m | ニホンピローエース | 牡2  | 1:38.2   | 田所稔     | 小川佐助   | 小林保                         | 4.9        | 2        | 350万円   |
| 第18回 | 1966年12月18日 | 阪神   | 1600m | タイギヨウ         | 牡2  | 1:37.0   | 田島日出雄 | 武平三     | 中山芳雄                       | 26.5       | 6        | 400万円   |
| 第19回 | 1967年12月17日 | 阪神   | 1600m | マーチス           | 牡2  | 1:37.6   | 保田隆芳   | 伊藤修司   | 大久保常吉                     | 5.1        | 2        | 500万円   |
| 第20回 | 1968年12月15日 | 阪神   | 1600m | リキエイカン       | 牡2  | 1:39.4   | 高橋成忠   | 柏谷富衛   | 水上力夫                       | 17.7       | 5        | 700万円   |
| 第21回 | 1969年12月14日 | 阪神   | 1600m | タニノムーティエ   | 牡2  | 1:37.4   | 安田伊佐夫 | 島崎宏     | 谷水信夫                       | 2.7        | 1        | 900万円   |
| 第22回 | 1970年12月13日 | 阪神   | 1600m | ロングワン         | 牡2  | 1:39.0   | 田口光雄   | 松田由太郎 | 中井長一                       | 2.1        | 1        | 1000万円  |
| 第23回 | 1971年12月12日 | 阪神   | 1600m | ヒデハヤテ         | 牡2  | 1:35.1   | 福永洋一   | 伊藤修司   | 伊藤英夫                       | 2.0        | 1        | 1100万円  |
| 第24回 | 1972年12月10日 | 阪神   | 1600m | キシュウローレル   | 牝2  | 1:35.8   | 梅内忍     | 梅内慶蔵   | 木村善一                       | 1.6        | 1        | 1200万円  |
| 第25回 | 1973年12月9日  | 阪神   | 1600m | キタノカチドキ     | 牡2  | 1:36.2   | 武邦彦     | 服部正利   | 初田豊                         | 2.3        | 1        | 1300万円  |
| 第26回 | 1974年12月8日  | 阪神   | 1600m | ライジン           | 牡2  | 1:36.1   | 須貝四郎   | 橋田俊三   | 森本博                         | 5.9        | 2        | 1500万円  |
| 第27回 | 1975年12月7日  | 阪神   | 1600m | テンポイント       | 牡2  | 1:37.1   | 鹿戸明     | 小川佐助   | 高田久成                       | 1.8        | 1        | 1700万円  |
| 第28回 | 1976年12月12日 | 阪神   | 1600m | リュウキコウ       | 牡2  | 1:37.1   | 久保敏文   | 久保道雄   | 三好笑子                       | 11.2       | 5        | 1900万円  |
| 第29回 | 1977年12月11日 | 阪神   | 1600m | バンブトンコート   | 牡2  | 1:35.1   | 伊藤清章   | 伊藤修司   | 樋口正蔵                       | 2.1        | 1        | 2000万円  |
| 第30回 | 1978年12月10日 | 阪神   | 1600m | タマモアサヒ       | 牡2  | 1:36.1   | 田島良保   | 吉永猛     | 三野道夫                       | 9.6        | 2        | 2100万円  |
| 第31回 | 1979年12月9日  | 阪神   | 1600m | ラフオンテース     | 牝2  | 1:35.4   | 岩元市三   | 布施正     | 小柴タマヲ                     | 2.7        | 1        | 2100万円  |
| 第32回 | 1980年12月7日  | 京都   | 1600m | サニーシプレー     | 牡2  | 1:36.3   | 内田国夫   | 伊藤雄二   | 山本慎一                       | 7.1        | 3        | 2300万円  |
| 第33回 | 1981年12月6日  | 阪神   | 1600m | リードエーティ     | 牡2  | 1:36.4   | 田島信行   | 服部正利   | 熊本芳雄                       | 8.6        | 5        | 2500万円  |
| 第34回 | 1982年12月12日 | 阪神   | 1600m | ダイゼンキング     | 牡2  | 1:35.8   | 田原成貴   | 武田作十郎 | 大塚弘美                       | 5.6        | 2        | 2700万円  |
| 第35回 | 1983年12月11日 | 阪神   | 1600m | ロングハヤブサ     | 牡2  | 1:35.4   | 河内洋     | 小林稔     | 中井長一                       | 1.5        | 1        | 2900万円  |
| 第36回 | 1984年12月16日 | 阪神   | 1600m | ダイゴトツゲキ     | 牡2  | 1:36.3   | 稲葉的海   | 吉田三郎   | 竹村正一                       | 5.4        | 2        | 3000万円  |
| 第37回 | 1985年12月15日 | 阪神   | 1600m | カツラギハイデン   | 牡2  | 1:36.0   | 西浦勝一   | 土門一美   | 野出一三 野出長一              | 4.1        | 1        | 3000万円  |
| 第38回 | 1986年12月14日 | 阪神   | 1600m | ゴールドシチー     | 牡2  | 1:37.1   | 本田優     | 清水出美   | （有）友駿ホースクラブ         | 5.0        | 3        | 3100万円  |
| 第39回 | 1987年12月20日 | 阪神   | 1600m | サッカーボーイ     | 牡2  | 1:34.5   | 内山正博   | 小野幸治   | （有）社台レースホース         | 1.9        | 1        | 3300万円  |
| 第40回 | 1988年12月18日 | 阪神   | 1600m | ラッキーゲラン     | 牡2  | 1:35.6   | 村本善之   | 池江泰郎   | ロイヤルファーム（有）         | 15.5       | 5        | 3600万円  |
| 第41回 | 1989年12月17日 | 阪神   | 1600m | コガネタイフウ     | 牡2  | 1:35.7   | 田原成貴   | 中村好夫   | 瀬古孝雄                       | 12.9       | 7        | 4000万円  |
| 第42回 | 1990年12月9日  | 京都   | 1600m | イブキマイカグラ   | 牡2  | 1:34.4   | 南井克巳   | 中尾正     | （有）伊吹                     | 4.0        | 2        | 4200万円  |
| 第43回 | 1991年12月1日  | 阪神   | 1600m | ニシノフラワー     | 牝2  | 1:36.2   | 佐藤正雄   | 松田正弘   | 西山正行                       | 1.9        | 1        | 4700万円  |
| 第44回 | 1992年12月6日  | 阪神   | 1600m | スエヒロジョウオー | 牝2  | 1:37.9   | 田面木博公 | 吉永猛     | 小林乙次郎                     | 35.9       | 9        | 5300万円  |
| 第45回 | 1993年12月5日  | 阪神   | 1600m | ヒシアマゾン       | 牝2  | 1:35.9   | 中舘英二   | 中野隆良   | 阿部雅一郎                     | 5.2        | 2        | 5300万円  |
| 第46回 | 1994年12月4日  | 阪神   | 1600m | ヤマニンパラダイス | 牝2  | 1:34.7   | 武豊       | 浅見国一   | 土井商事（株）                 | 1.2        | 1        | 5300万円  |
| 第47回 | 1995年12月3日  | 阪神   | 1600m | ビワハイジ         | 牝2  | 1:35.3   | 角田晃一   | 浜田光正   | （有）ビワ                     | 8.7        | 4        | 5300万円  |
| 第48回 | 1996年12月1日  | 阪神   | 1600m | メジロドーベル     | 牝2  | 1:34.6   | 吉田豊     | 大久保洋吉 | メジロ商事（株）               | 5.8        | 2        | 5300万円  |
| 第49回 | 1997年11月30日 | 阪神   | 1600m | アインブライド     | 牝2  | 1:35.8   | 古川吉洋   | 宮徹       | 荒木美代治                     | 13.9       | 7        | 5300万円  |
| 第50回 | 1998年12月6日  | 阪神   | 1600m | スティンガー       | 牝2  | 1:37.0   | 横山典弘   | 藤沢和雄   | 吉田照哉                       | 5.2        | 3        | 5300万円  |
| 第51回 | 1999年12月5日  | 阪神   | 1600m | ヤマカツスズラン   | 牝2  | 1:35.6   | M.キネーン | 池添兼雄   | 山田博康                       | 4.2        | 1        | 5300万円  |
| 第52回 | 2000年12月3日  | 阪神   | 1600m | テイエムオーシャン | 牝2  | 1:34.6   | 本田優     | 西浦勝一   | 竹園正繼                       | 4.3        | 1        | 5300万円  |
| 第53回 | 2001年12月2日  | 阪神   | 1600m | タムロチェリー     | 牝2  | 1:35.1   | O.ペリエ   | 西園正都   | 谷口屯                         | 18.0       | 7        | 6000万円  |
| 第54回 | 2002年12月1日  | 阪神   | 1600m | ピースオブワールド | 牝2  | 1:34.7   | 福永祐一   | 坂口正大   | 飯田正                         | 1.5        | 1        | 6000万円  |
| 第55回 | 2003年12月7日  | 阪神   | 1600m | ヤマニンシュクル   | 牝2  | 1:35.9   | 四位洋文   | 浅見秀一   | 土井肇                         | 14.8       | 6        | 6000万円  |
| 第56回 | 2004年12月5日  | 阪神   | 1600m | ショウナンパントル | 牝2  | 1:35.2   | 吉田豊     | 大久保洋吉 | 国本哲秀                       | 22.3       | 8        | 6000万円  |
| 第57回 | 2005年12月4日  | 阪神   | 1600m | テイエムプリキュア | 牝2  | 1:37.3   | 熊沢重文   | 五十嵐忠男 | 竹園正繼                       | 22.6       | 8        | 6000万円  |
| 第58回 | 2006年12月3日  | 阪神   | 1600m | ウオッカ           | 牝2  | 1:33.1   | 四位洋文   | 角居勝彦   | 谷水雄三                       | 11.1       | 4        | 6000万円  |
| 第59回 | 2007年12月2日  | 阪神   | 1600m | トールポピー       | 牝2  | 1:33.8   | 池添謙一   | 角居勝彦   | （有）キャロットファーム       | 6.6        | 3        | 6000万円  |
| 第60回 | 2008年12月14日 | 阪神   | 1600m | ブエナビスタ       | 牝2  | 1:35.2   | 安藤勝己   | 松田博資   | （有）サンデーレーシング       | 2.2        | 1        | 6000万円  |
| 第61回 | 2009年12月13日 | 阪神   | 1600m | アパパネ           | 牝2  | 1:34.9   | 蛯名正義   | 国枝栄     | 金子真人ホールディングス（株） | 4.6        | 2        | 6000万円  |
| 第62回 | 2010年12月12日 | 阪神   | 1600m | レーヴディソール   | 牝2  | 1:35.7   | 福永祐一   | 松田博資   | （有）サンデーレーシング       | 1.6        | 1        | 6500万円  |
| 第63回 | 2011年12月11日 | 阪神   | 1600m | ジョワドヴィーヴル | 牝2  | 1:34.9   | 福永祐一   | 松田博資   | （有）サンデーレーシング       | 6.8        | 4        | 6500万円  |
| 第64回 | 2012年12月9日  | 阪神   | 1600m | ローブティサージュ | 牝2  | 1:34.2   | 秋山真一郎 | 須貝尚介   | （有）シルク                   | 8.1        | 5        | 6500万円  |
| 第65回 | 2013年12月8日  | 阪神   | 1600m | レッドリヴェール   | 牝2  | 1:33.9   | 戸崎圭太   | 須貝尚介   | （株）東京ホースレーシング     | 14.6       | 5        | 6500万円  |
| 第66回 | 2014年12月14日 | 阪神   | 1600m | ショウナンアデラ   | 牝2  | 1:34.4   | 蛯名正義   | 二ノ宮敬宇 | 国本哲秀                       | 9.8        | 5        | 6500万円  |
| 第67回 | 2015年12月13日 | 阪神   | 1600m | メジャーエンブレム | 牝2  | 1:34.5   | C.ルメール | 田村康仁   | （有）サンデーレーシング       | 2.5        | 1        | 6500万円  |
| 第68回 | 2016年12月11日 | 阪神   | 1600m | ソウルスターリング | 牝2  | 1:34.0   | C.ルメール | 藤沢和雄   | （有）社台レースホース         | 2.8        | 1        | 6500万円  |
| 第69回 | 2017年12月10日 | 阪神   | 1600m | ラッキーライラック | 牝2  | 1:34.3   | 石橋脩     | 松永幹夫   | （有）サンデーレーシング       | 4.1        | 2        | 6500万円  |
| 第70回 | 2018年12月9日  | 阪神   | 1600m | ダノンファンタジー | 牝2  | 1:34.1   | C.デムーロ | 中内田充正 | （株）ダノックス               | 2.6        | 1        | 6500万円  |
| 第71回 | 2019年12月8日  | 阪神   | 1600m | レシステンシア     | 牝2  | 1:32.7   | 北村友一   | 松下武士   | （有）キャロットファーム       | 11.2       | 4        | 6500万円  |
| 第72回 | 2020年12月13日 | 阪神   | 1600m | ソダシ             | 牝2  | 1:33.1   | 吉田隼人   | 須貝尚介   | 金子真人ホールディングス（株） | 3.2        | 1        | 6500万円  |
| 第73回 | 2021年12月12日 | 阪神   | 1600m | サークルオブライフ | 牝2  | 1:33.8   | M.デムーロ | 国枝栄     | 飯田正剛                       | 5.6        | 3        | 6500万円  |
| 第74回 | 2022年12月11日 | 阪神   | 1600m | リバティアイランド | 牝2  | 1:33.1   | 川田将雅   | 中内田充正 | （有）サンデーレーシング       | 2.6        | 1        | 6500万円  |
| 第75回 | 2023年12月10日 | 阪神   | 1600m | アスコリピチェーノ | 牝2  | 1:32.6   | 北村宏司   | 黒岩陽一   | （有）サンデーレーシング       | 5.9        | 3        | 6500万円  |
| 第76回 | 2024年12月8日  | 京都   | 1600m | アルマヴェローチェ | 牝2  | 1:33.4   | 岩田望来   | 上村洋行   | 大野照旺                       | 10.5       | 5        | 6500万円  |

## 阪神ジュベナイルフィリーズの記録
- レースレコード - 1:32.6（第75回優勝馬アスコリピチェーノ）[20]
  - 優勝タイム最遅記録 - 1:41.5（第14回優勝馬コウタロー）[21]
- 最多優勝騎手 - 3勝
  - 福永祐一（第54回・第62回・第63回）[22]
- 最多優勝調教師 - 3勝
  - 武田文吾（第8回・第11回・第15回）、伊藤修司（第19回・第23回・第29回）、松田博資（第60回・第62回・第63回）、須貝尚介（第64回・第65回・第72回）[23]
- 最多優勝馬主 - 7勝
  - （有）サンデーレーシング（第60回・第62回・第63回・第67回・第69回・第74回・第75回）
- 最多勝利種牡馬 - 3勝
  - サンデーサイレンス（第50回・第54回・第56回）、 ディープインパクト（第63回・第66回・第70回）、ダイワメジャー（第67回・第71回・第75回）[24]
- 親子制覇
  - ビワハイジ - ブエナビスタ・ジョワドヴィーヴル

- 姉妹制覇
  - ブエナビスタ・ジョワドヴィーヴル（ビワハイジ産駒）[27][28]
- 騎手・調教師の両方で優勝
  - 伊藤修司（第13回、第19回・第23回・第29回）、吉永猛（第3回、第30回・第44回）、浅見国一（第1回、第46回）、西浦勝一（第37回、第52回）

## 世界の主な2歳牝馬競走
イギリス
- チェヴァリーパークステークス
- フィリーズマイル

フランス
- マルセルブサック賞

アイルランド
- モイグレアスタッドステークス

アメリカ
- ブリーダーズカップ・ジュヴェナイルフィリーズ
- ブリーダーズカップ・ジュヴェナイルフィリーズターフ